# Lo specchio della vita (film 1959)
Lo specchio della vita (Imitation of Life) è un film del 1959 diretto da Douglas Sirk.
È il remake del film Lo specchio della vita (Imitation of Life) di John M. Stahl (1934). Il film, nel 2015, è stato scelto per la conservazione nel National Film Registry della Biblioteca del Congresso.

## Trama

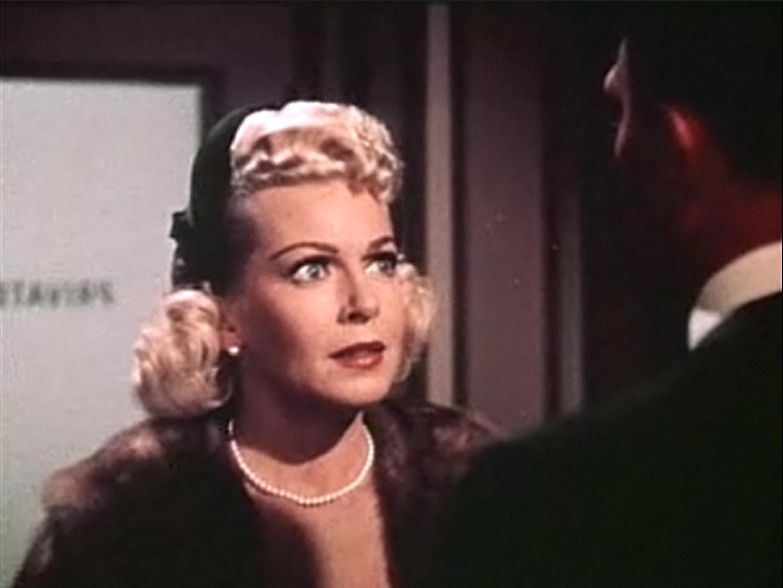
Lana Turner nel film

Durante una gita al mare, Lora Meredith perde di vista sua figlia Susie di sei anni. Grazie all'aiuto del fotografo Steve Archer, la ritrova assieme a Sarah Jane, un'altra bambina di otto anni, mentre gioca tranquilla sulla sabbia. Lora ha un'opportunità di lavorare in pubblicità, ma non sa a chi affidare la figlia. La soluzione le viene offerta da Annie Johnson, madre di Sarah Jane che, con stupore di Lora, è afroamericana. Lora accetta l'offerta di Annie e la assume come governante. Quello che doveva essere un rapporto di convenienza si trasforma subito in una collaborazione di lavoro e un'amicizia ricambiata.
Steve si fa nuovamente vivo con Lora, con il pretesto di portare delle foto che aveva promesso alle bambine, e comincia a corteggiarla. Lora gli racconta di essere vedova e di avere come aspirazione quella di recitare in teatro, ma respinge gli approcci del fotografo.

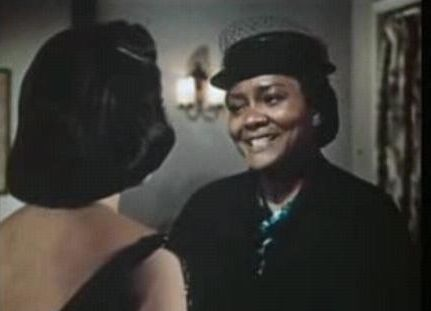
Juanita Moore nel film

La donna incontra poi Loomis, un agente teatrale che le fa capire che, per poter ottenere dei ruoli come attrice, deve assecondare le avances di uomini molto influenti che le presenterà. Intanto le bambine crescono e vanno insieme a scuola. Un giorno Annie si reca a scuola della figlia per portarle un ombrello, ma la bambina è visibilmente seccata perché si vergogna del colore della pelle della madre. Di lì a poco arriva per Lora la prima scrittura importante: diventa protagonista di una commedia che viene replicata con successo e il suo nome incomincia a circolare tra la gente che conta.
Dopo molti anni, Lora riceve inaspettatamente una visita in camerino: è di nuovo Steve che le confessa di non averla mai dimenticata, e resta sorpreso di trovare cresciute le due ragazze. Anche questa volta Lora non è sicura dei suoi sentimenti, e di lì a poco deve partire per girare un film in Italia. Sarah Jane, nel frattempo, frequenta la scuola pubblica e fa di tutto per nascondere le proprie origini. Una sera chiede al suo ragazzo di scappare con lei, ma questi, venuto a sapere che ha una madre di origini africane, la picchia e l'abbandona. Susie, ormai sedicenne, durante l'assenza della madre frequenta Steve e s'innamora di lui.

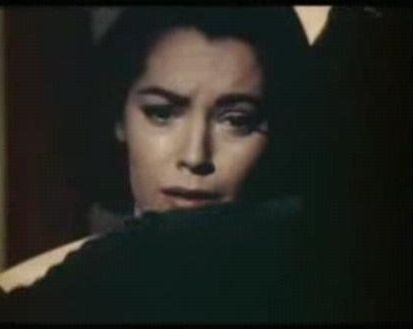
Susan Kohner nel film

Sarah Jane, sentendosi derisa ed evitata da tutti a causa del razzismo strisciante, decide di scappare di casa perché pensa che l'unico modo di riscattarsi sia quello di tenere segrete le sue origini. Questo causa un enorme dolore alla madre che, pur ammalata, continuerà a cercarla finché non la ritrova in un night, dove lavora come ballerina. Annie desidera stringere sua figlia un'ultima volta fra le braccia, ma si scontra ancora una volta con la sua vergogna e decide di assecondarla, dicendo alle colleghe di lavoro di essere stata la sua governante.
Finalmente Lora decide di accettare la corte di Steve, che nel frattempo ha avuto successo come fotografo, ma accorgendosi che anche Susie è infatuata di lui, decide di tirarsi indietro a favore della figlia, come per risarcirla di tutti gli anni in cui le è stata lontana e l'ha trascurata. In questo caso è la figlia che rinfaccia alla madre tutte le manchevolezze, e il fatto di sacrificarsi "facendo l'attrice" acuisce il risentimento.
Tutte queste tensioni vengono spazzate dalla morte di Annie: improvvisamente ci si accorge di quanto era indispensabile la sua discreta presenza. Il film termina con un grandioso funerale con coro gospel e la celebre cantante Mahalia Jackson che impersona se stessa cantando Troubles of the World. Le ultime scene mostrano Sarah Jane che, amaramente pentita, mostra la sua disperazione e il suo rimorso per il trattamento che aveva riservato alla madre.

## Produzione
Il film fu prodotto dalla Universal International Pictures (UI). Le riprese, girate in interni nei Warner Bros. Studios, durarono dal 5 agosto ai primi di ottobre del 1958.

## Distribuzione
Il copyright del film, richiesto dalla Universal Pictures Co., fu registrato il 24 giugno 1959 con il numero LP14526.
Distribuito dalla Universal Pictures, il film venne presentato in prima mondiale a Chicago il 17 marzo 1959; il 20 marzo, fu proiettato a Chicago e il 17 aprile a New York. Nel corso del 1959, uscì anche nel Regno Unito (10 maggio); in Giappone, il 26 maggio; in Irlanda il 26 giugno; in Argentina il 6 agosto; nella Germania Ovest il 26 agosto; in Finlandia, il 28 agosto; in Austria, in ottobre; in Francia, il 2 ottobre; in Svezia, il 5 ottobre; in Danimarca, l'11 ottobre.
È l'ultimo film hollywoodiano del regista Douglas Sirk ed è quello di maggior successo sia di pubblico sia di critica. In seguito questo film è diventato un cult movie del genere mélo.
Lana Turner diceva che Sirk in questo film era riuscito a farla sentire un'attrice e non solo una bella donna, e in effetti la sua interpretazione in questa pellicola è considerata da tutti una delle migliori.
Nel 1959 la pellicola vinse come miglior film ai Laurel Awards, mentre Juanita Moore risultò seconda classificata.
Nel 1960 sia Susan Kohner che Juanita Moore ebbero la candidatura agli Oscar come miglior attrice non protagonista, Douglas Sirk venne candidato ai Directors Guild of America come miglior regista, Juanita Moore venne candidata ai Golden Globe come miglior attrice non protagonista, ma il Golden Globe per questa categoria fu vinto da Susan Kohner.

## Riconoscimenti
- 1960 - Premio Oscar
  - Candidatura Miglior attrice non protagonista a Susan Kohner
  - Candidatura Miglior attrice non protagonista a Juanita Moore
- 1960 - Golden Globe
  - Miglior attrice non protagonista a Susan Kohner
  - Candidatura Miglior attrice non protagonista a Juanita Moore

## Galleria d'immagini

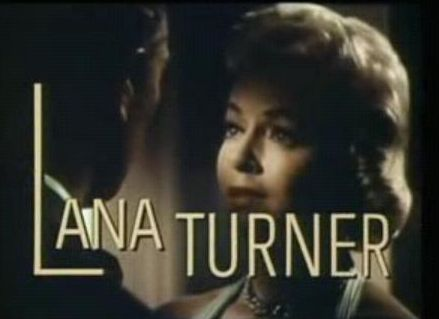
Lana Turner
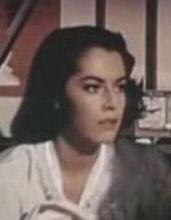
Susan Kohner
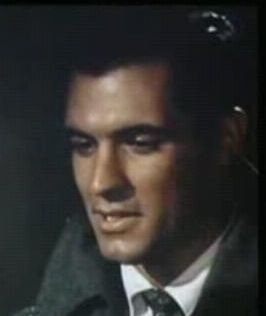
John Gavin
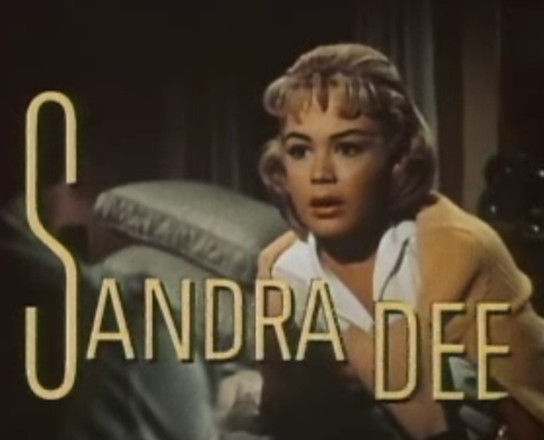
Sandra Dee
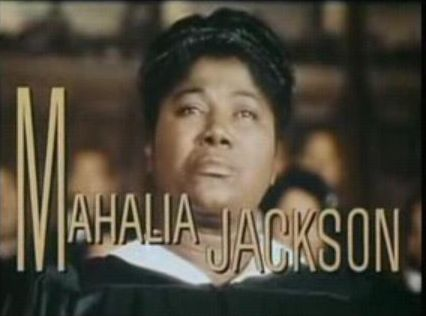
Mahalia Jackson